# Savatage
Savatage és un grup nord-americà de metal progressiu. Va ser fundat pels germans Jon i Criss Oliva l'any 1979. És reconeguda per enregistrar alguns àlbums conceptuals. Els seus orígens poden ser atribuïts al Heavy Metal Clàssic, influenciats per grups com Judas Priest, Iron Maiden, Dio, Black Sabbath, dels quals el seu disc de debut Sirens, de l'any 1983 en són una bona mostra.
El grup va anar evolucionant cap al progressiu tot i mantenir com a base una sonoritat bastant clàssica en discos com Hall of the Mountain King o Gutter Ballet.
El guitarrista Criss Oliva va morir en un accident de trànsit el 17 d'octubre de 1993 i a partir de llavors, amb les noves incorporacions dels guitarristes Chriss Caffery i Al Pitrelli, Savatage va deixar més en segon pla la seva etapa de Heavy Metal Clàssic per aprofundir més en el Metal Progressiu que des de llavors es faria més habitual.
El grup va publicar el seu últim disc, Poets and Madmen l'any 2001. Després de la gira de presentació l'any 2002, Savatage hauria intentat enregistrar un disc nou, però finalment els seus integrants es van anar centrant en el seu projecte paral·lel en conjunt, Trans-Siberian Orchestra o el grup liderat per Jon Oliva, Jon Oliva's Pain.
Les aparicions de Savatage en directe des de llavors han estat escasses, fins que l'any 2007 es produiria de manera oficiosa la definitiva dissolució del grup, com a Savatage.
Recentment en una entrevista al portal The Metal Circus, Jon Oliva ha declarat que "el que vàrem fer amb Savatage després de la mort de Criss Oliva no era realment Savatage. Savatage es va acabar quan Criss Oliva va morir, és així de clar".

## Membres del grup
- Jon Oliva: veu, teclats i piano.
- Chris Caffery: Guitarra.
- Al Pitrelli: Guitarra.
- Johnny Lee Middleton: Baix.
- Jeff Plate: Bateria.
- Damond Jiniya: veu.

### Ex-membres del grup
- Criss Oliva: Guitarra (R.I.P.)
- Zakk Estevens: Veu

## Discografia
- City Beneath The Surface (1982) {Primer EP amb el nom Avatar}
- Sirens (1983)
- The Dungeons Are Calling (1984)
- Power Of The Night (1985)
- Fight For The Rock (1986)
- Hall Of The Mountain King (1987)
- Gutter Ballet (1989)
- Streets (1991)
- Edge Of Thorns (1993)
- Handful Of Rain (1994)
- Japan Live '94 / Live In Japan (1995) (directe)
- Dead Winter Dead (1995)
- Final Bell / Ghost In The Ruins (1995) (directe)
- One Child (1996) (sencillo)
- From The Gutter To The Stage (1996) (recopilatori)
- The Best And The Rest (1997) (recopilatori per Japó)
- The Wake Of Magellan (1997)
- Believe (1998) (recopilatori per Japó)
- Poets & Madmen (2001)
- Commissar (2001) (senzill)
- Still the Orchestra Plays (2010) (recopilatori+directe)